# Przydroże (województwo dolnośląskie)
Przydroże (niem. Torfhäuser) – osada w Polsce, położona w województwie dolnośląskim, w powiecie średzkim, w gminie Miękinia.
Do 2023 r. miejscowość była przysiółkiem wsi Kadłub.
Na północy miejscowości przebiega linia kolejowa nr 275.